# Julius Kell
Karl Julius Kell (* 2. Mai 1813 in Pappendorf; † 28. Mai 1849 in Dresden) war ein sächsischer Pädagoge und Autor.

## Leben
Nach dem Studium in Leipzig wurde er 1838 Rektor in Kirchberg, doch musste er das Lehreramt aus gesundheitlichen Gründen aufgeben. Später lebte er als Zeitschriftenherausgeber in Leipzig.
Kell galt mit seinem Einsatz für eine freiheitliche Volksschule als der sächsische Diesterweg. Noch 1913 wurde seine Leistung mit pathetischen Worten in der pädagogischen Zeitschrift Die deutsche Schule von Alfred Leuschke gewürdigt.
Der Ende 1848 ins Parlament gewählte Schulmann wurde durch ein Geflügeltes Wort, geäußert in der II. Kammer des Sächsischen Landtags am 12. Februar 1849, berühmt: Die Gründe (der Regierung) kenne ich nicht, aber ich muss sie missbilligen.
Kell veröffentlichte eine Reihe populärer Bücher. 

## Werke
- Die Not der Armen, eine Volksschrift, Leipzig 1845; Reprint, Boston, 2001, ISBN 0-543-93843-3
- Lebensbeschreibung Benjamin Franklins, Leipzig, 1845
- Der Landpfarrer, eine Schrift für das deutsche Volk, Leipzig, 1845
- Lehrbuch für den gesammten Religionsunterricht, Leipzig, 1844
- Vater Richard oder „Bete und arbeite“, 2. Auflage, Zwickau, 1844
- Lehrerleben, Ein Volksbuch, Leipzig, 1847
- Die deutsche Volksschule, Sendschreiben, Grimma, 1846
- Die Schulbibel, Nothwendigkeit und Ausführbarkeit, Grimma
- Des Branntweins Lust und Weh
- Sächsisches Lesebuch für die oberen Klassen in Stadt- und Landschulen, Dresden und Leipzig, 1847
- Reisen in Brasilien, für die Jugend bearbeitet, Leipzig, 1849
- Robert Blum's Tod (Gedicht), Leipzig 1849 (vertont für vierstimmigen Männerchor von Albert Dietrich)
- Die neuesten Entdeckungsreisen, nach größeren Reisewerken für die Jugend bearbeitet, Fünfter Band, Leipzig, 1850